# TP Vision
TP Vision ist ein Unternehmen, das Fernsehgeräte der Marke Philips entwickelt und herstellt. Es ist aus der Fernsehgerätesparte von Philips entstanden. Das Unternehmen mit Sitz in Amsterdam beschäftigt weltweit 2000 Mitarbeiter. Der Akronym TP im Firmennamen bezieht sich auf die Geschäftspartner TPV (ursprünglich Top Victory Electronics) und Philips. 

## Geschichte
Am 18. April 2011 kündigte Philips an, die verlustbringende Fernsehgerätesparte auszugliedern. Dies sollte durch den Verkauf von 70 % der Anteile an TPV Technology mit dem Hauptsitz in Hongkong umgesetzt werden. Am 2. November 2011 wurde die Abspaltung der Fernsehersparte vollständig beschlossen, die in ein Joint Venture mit TPV Technology eingebracht werden soll. Am 2. April 2012 nahm das Joint Venture unter dem Namen TP Vision seinen Geschäftsbetrieb auf.
Am 20. Januar 2014 kündigte Philips an, die verbliebenen 30 Prozent am Joint Venture an den Partner TPV zu verkaufen. Die Nutzungsrechte an der Marke Philips für Fernseher behält TPV, das dafür laut Philips-Chef Frans van Houten 2,2 Prozent der jährlichen TV-Verkaufserlöse als Lizenzgebühr an Philips zahlen muss, mindestens aber 40 Millionen Euro.
Im März 2014 wurde ein neues Entwicklungszentrum mit 250 Mitarbeitern in Gent (Belgien) eröffnet, nachdem zuvor die Standorte in Eindhoven (Niederlande) und Brügge (Belgien) geschlossen wurden.
Im Januar 2019 kündigte TP Vision an, unter dem Namen Philips wieder Unterhaltungselektronik (zusätzlich zu TV-Geräten) zu produzieren.